# Robert Armin
Robert Armin (1563 circa – Londra, 1615) è stato un attore teatrale britannico.
Oltre che attore specializzato nei ruoli di fool, Armin fu anche drammaturgo.
Fu attore della compagnia dei Lord Chamberlain's Men dal 1599 circa, subentrando al famoso William Kempe, che prima di lui fu celebre clown. Lavorò in numerose rappresentazioni di opere di William Shakespeare, interpretando il buffone Feste in La dodicesima notte, Dogberry in Molto rumore per nulla, Touchstone in Come vi piace, il pazzo in Re Lear.

## Opere
- The History of the Two Maids of More-clacke ed unico lavoro teatrale
- Foole upon foole, or, Six sortes of sottes
- A Nest of Ninnies (1608)
- The Italian Taylor and his Boy.